# Pilocrocis estebanalis
Pilocrocis estebanalis là một loài bướm đêm trong họ Crambidae.